# Darlin Batista
Darly Nohemy Batista (Villa Montellano, República Dominicana; 8 de julio de 1988) es un futbolista profesional dominicano, se desempeña en el terreno de juego como delantero y su actual equipo es el Jarabacoa FC de la Liga Dominicana de Fútbol.

## Selección nacional
Debuta en 2006 en la victoria en un partido de la clasificación para la Copa del Caribe de 2007 contra Antigua y Barbuda, partido donde anotaría su primer gol.
El 14 de octubre de 2010, Darly anota 5 goles con la selección de República Dominicana en un solo partido, correspondiente a la clasificación para Copa del Caribe de 2010 en contra de la Islas Vírgenes Británicas, volvería a anotar un doblete en un partido contra Barbados, en la clasificación para la Copa del Caribe de 2017.

### Goles internacionales
| Núm. | Fecha                   | Lugar                                                               | Rival                     | Gol  | Resultado | Competición             |
| ---- | ----------------------- | ------------------------------------------------------------------- | ------------------------- | ---- | --------- | ----------------------- |
| 1    | 26 de noviembre de 2006 | Bourda, Georgetown, Guyana                                          | Antigua y Barbuda         | 2-0  | 2-0       | Copa del Caribe de 2007 |
| 2    | 14 de octubre de 2010   | Estadio Panamericano, San Cristóbal, República Dominicana           | Islas Vírgenes Británicas | 1-0  | 17-0      | Copa del Caribe de 2010 |
| 3    | 14 de octubre de 2010   | Estadio Panamericano, San Cristóbal, República Dominicana           | Islas Vírgenes Británicas | 8-0  | 17-0      | Copa del Caribe de 2010 |
| 4    | 14 de octubre de 2010   | Estadio Panamericano, San Cristóbal, República Dominicana           | Islas Vírgenes Británicas | 9-0  | 17-0      | Copa del Caribe de 2010 |
| 5    | 14 de octubre de 2010   | Estadio Panamericano, San Cristóbal, República Dominicana           | Islas Vírgenes Británicas | 10-0 | 17-0      | Copa del Caribe de 2010 |
| 6    | 14 de octubre de 2010   | Estadio Panamericano, San Cristóbal, República Dominicana           | Islas Vírgenes Británicas | 13-0 | 17-0      | Copa del Caribe de 2010 |
| 2    | 14 de octubre de 2010   | Estadio Olímpico Félix Sánchez, Santo Domingo, República Dominicana | Barbados                  | 1-0  | 2-0       | Copa del Caribe de 2016 |
| 6    | 14 de octubre de 2010   | Estadio Olímpico Félix Sánchez, Santo Domingo, República Dominicana | Barbados                  | 2-0  | 2-0       | Copa del Caribe de 2016 |

## Clubes
| Club                  | País                 | Año           |
| --------------------- | -------------------- | ------------- |
| Club Atlético Pantoja | República Dominicana | 2009 - 2010   |
| Don Bosco FC          | Haití                | 2010 - 2011   |
| Bauger FC             | República Dominicana | 2012 - 2013   |
| Montellano FC         | República Dominicana | 2014          |
| Club Atlético Pantoja | República Dominicana | 2015-2020     |
| Atlántico FC          | República Dominicana | 2020-2021     |
| Atlético Vega Real    | República Dominicana | 2021          |
| Club Atlético Pantoja | República Dominicana | 2022          |
| Jarabacoa FC          | República Dominicana | 2022-presente |

## Palmarés

### Títulos nacionales
| Título                          | Club                  | País                 | Año  |
| ------------------------------- | --------------------- | -------------------- | ---- |
| Liga Mayor de Fútbol Dominicano | Club Atlético Pantoja | República Dominicana | 2009 |
| Liga Dominicana de Fútbol       | Club Atlético Pantoja | República Dominicana | 2015 |
| Liga Dominicana de Fútbol       | Club Atlético Pantoja | República Dominicana | 2019 |

### Títulos internacionales
| Título                         | Club                  | País                           | Año  |
| ------------------------------ | --------------------- | ------------------------------ | ---- |
| Campeonato de Clubes de la CFU | Club Atlético Pantoja | República Dominicana y Jamaica | 2018 |